# Krzysztof Bieńkowski (lottatore)
Krzysztof Bieńkowski (27 ottobre 1990) è un lottatore polacco, specializzato nella lotta libera, vincitore della medaglia d'argento ai campionati europei di Varsavia 2021 nel torneo dei -65 kg.

## Palmarès
| Anno | Manifestazione           | Sede       | Evento | Risultato | Note |
| ---- | ------------------------ | ---------- | ------ | --------- | ---- |
| 2007 | Europei cadetti          | Varsavia   | 54 kg  | 18º       |      |
| 2010 | Mondiali junior          | Budapest   | 60 kg  | 26º       |      |
| 2012 | Europei                  | Belgrado   | 60 kg  | 17º       |      |
| 2013 | Europei                  | Tbilisi    | 60 kg  | 14º       |      |
| 2013 | Mondiali                 | Budapest   | 60 kg  | 19º       |      |
| 2014 | Europei                  | Vantaa     | 61 kg  | 5º        |      |
| 2014 | Mondiali                 | Tashkent   | 61 kg  | 8º        |      |
| 2015 | Giochi europei           | Baku       | 61 kg  | 10º       |      |
| 2016 | Europei                  | Riga       | 61 kg  | 11º       |      |
| 2016 | Mondiali                 | Budapest   | 61 kg  | 20º       |      |
| 2017 | Europei                  | Novi Sad   | 65 kg  | 16º       |      |
| 2018 | Europei                  | Kaspijsk   | 65 kg  | 5º        |      |
| 2019 | Europei                  | Bucarest   | 65 kg  | 5º        |      |
| 2019 | Giochi europei           | Minsk      | 65 kg  | 8º        |      |
| 2019 | Mondiali                 | Nur-Sultan | 65 kg  | 30º       |      |
| 2019 | Giochi mondiali militari | Wuhan      | 65 kg  | 9º        |      |
| 2020 | Europei                  | Roma       | 65 kg  | 8º        |      |
| 2021 | Europei                  | Varsavia   | 65 kg  | Argento   |      |
| 2021 | Mondiali                 | Oslo       | 65 kg  | 5º        |      |

## Altre competizioni internazionali
2020
- 16º nei 65 kg nella Coppa del mondo individuale ( Belgrado)